# Джонсвілл (Індіана)
Джонсвілл (англ. Jonesville) — місто (англ. town) в США, в окрузі Бартолом'ю штату Індіана. Населення — 178 осіб (2020).

## Географія
Джонсвілл розташований за координатами 39°3′35″ пн. ш. 85°53′18″ зх. д. / 39.05972° пн. ш. 85.88833° зх. д. (39.059805, -85.888220).  За даними Бюро перепису населення США в 2010 році місто мало площу 0,33 км², уся площа — суходіл. В 2017 році площа становила 0,37 км², уся площа — суходіл.

## Демографія
Згідно з переписом 2010 року, у місті мешкало 177 осіб у 77 домогосподарствах у складі 51 родини. Густота населення становила 534 особи/км².  Було 86 помешкань (259/км²).
Расовий склад населення:
| - 92,7 % — білих - 2,3 % — корінних американців - 3,4 % — осіб інших рас |

До двох чи більше рас належало 1,7 %. Частка іспаномовних становила 4,0 % від усіх жителів.
За віковим діапазоном населення розподілялося таким чином: 17,5 % — особи молодші 18 років, 63,3 % — особи у віці 18—64 років, 19,2 % — особи у віці 65 років та старші. Медіана віку мешканця становила 45,1 року. На 100 осіб жіночої статі у місті припадало 101,1 чоловіків;  на 100 жінок у віці від 18 років та старших — 102,8 чоловіків також старших 18 років.
Середній дохід на одне домашнє господарство  становив 53 254 долари США (медіана — 52 500), а середній дохід на одну сім'ю — 58 866 доларів (медіана — 60 250). За межею бідності перебувало 18,4 % осіб, у тому числі 34,5 % дітей у віці до 18 років та 9,1 % осіб у віці 65 років та старших.
Цивільне працевлаштоване населення становило 78 осіб. Основні галузі зайнятості: виробництво — 34,6 %, публічна адміністрація — 16,7 %, освіта, охорона здоров'я та соціальна допомога — 14,1 %.